# Königsstand
Der Königsstand ist ein 1453 m hoher Vorgipfel des Kramerspitz in den Ammergauer Alpen.

## Topographie
Der Königsstand ist ein östlicher Vorgipfel des Kramers und von diesem durch einen wenig ausgeprägten Sattel aus getrennt. Weiter nach Osten fällt der Königsstand jedoch steil zum Pflegersee und nach Garmisch-Partenkirchen, wodurch er sich vom Kramer markant abhebt.
Auf den teilweise bewaldeten Gipfel führen mehrere Wege als einfache Bergwanderung von Garmisch-Partenkirchen aus.

## Galerie

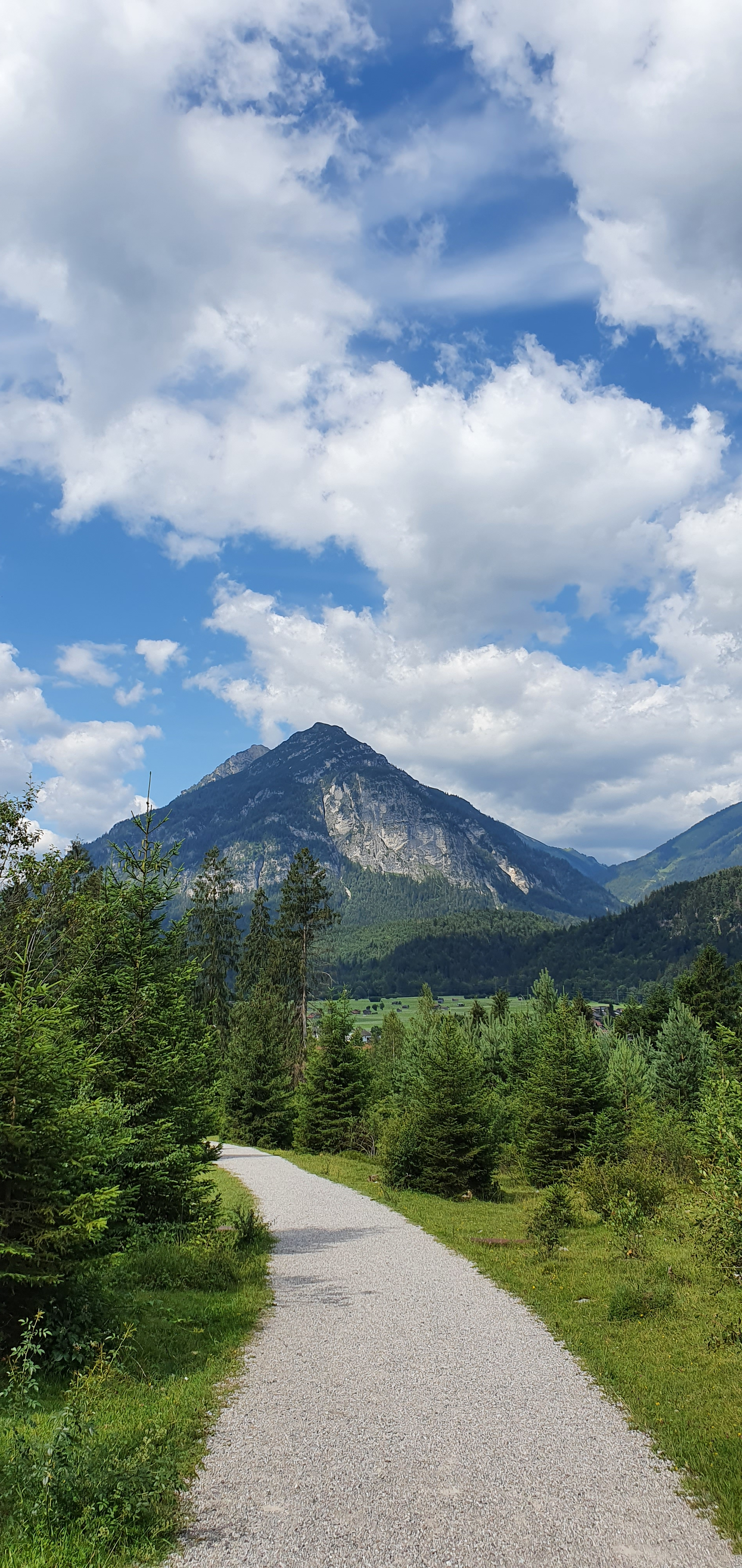
Östlich von Farchant aus gesehen